# ریشه تابع
در ریاضیات، ریشه یا صفر تابع f ( f می‌تواند تابع حقیقی مختلط یا تابع برداری باشد) عددی است مانند x از دامنه تابع بطوری که مقدار تابع به ازای x صفر شود یا به عبارت دیگر داشته باشیم:
{\displaystyle x:f(x)=0\,}